# Andrei Linde

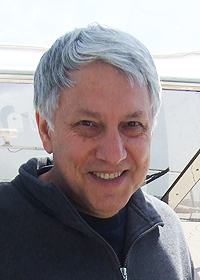

Andrei Dmitriewicz Linde (ros. Андре́й Дми́триевич Ли́нде, ur. 2 marca 1948 roku) – rosyjsko-amerykański fizyk teoretyczny, profesor fizyki na Uniwersytecie Stanforda.
Linde jest jednym z głównych autorów teorii inflacyjnej w kosmologii oraz teorii wiecznej inflacji, a także inflacyjnego multiwersu.
W 2012 otrzymał Nagrodę Fizyki Fundamentalnej.